# Garlieb Merkel
Garlieb Helwig Merkel, lotyšsky Garlībs Helvigs Merķelis (21. říjnajul./ 1. listopadu 1769greg. farnost Lēdurga, dnes Sigulda - 
27. dubnajul./ 9. května 1850greg., farnost Katlakalns, dnes Riga) byl baltský německý spisovatel, publicista, žurnalista a literární a divadelní kritik, jeden z představitelů raného lotyšského národního obrození. Ačkoliv jsou všechna jeho díla napsána německy (do lotyštiny byla přeložena mnohem později, až na počátku 20. století), jsou Lotyšům mnohem bližší než Němcům a paří tedy i do lotyšské literatury, kterou silně ovlivnil.

## Život
Pocházel z rodiny luteránského pastora, u kterého získal základní vzdělání. Od roku 1776 studoval na Katedrální škole v Rize, kterou musel po otcově smrti roku 1882 opustit, aby pomáhal matce. Krátce pracoval v Rize jako úředník v soudní kanceláři a jako herec. Působil také jako domácí učitel v rodinách vyšších vrstev.
Stal se členem kruhu rižských intelektuálů Klub rižských proroků (Der Rigaer Prophetenclubb) a pod vlivem  jejich myšlenek napsal roku 1796 studii Die Letten vorzüglich in Liefland am Ende des philosophischen Jahrhunderts (Lotyši, zvláště v Livonsku, na konci filozofického století), která vyvolal velkou diskuzi, neboť v ní zobrazil bezútěšné postavení lotyšských rolníků a požadoval zrušení nevolnictví. Po dokončení rukopisu odjel do Lipska, aby zde dohodl vydání své knihy. Zároveň začal studovat medicínu na tamější univerzitě, ale toto studium ještě v tomto roce ukončil a přešel na univerzitu v Jeně, kde studoval veřejnou správu a estetiku. Seznámil se rovněž s německými preromantiky Johannem Gottfriedem Herderem a Christophem Martinem Wielandem a v letech 1798-1799 vydal v Herderově duchu napsanou dvoudílnou poetickou etnograficko-historickou studii Die Vorzeit Lieflands (Livonský dávnověk). Jeho zájem o starou historii Pobaltí se také projevil v napsání v podstatě romantické pověsti Wannem Ymanta roku 1802.
Své vzdělání dokončil na univerzitě ve Frankfurtu na Odrou, kde roku 1801 získal doktorát z filozofie. Poté vystřídal řadu zaměstnání v Německu i v Livonsku a proslavil se především jako žurnalista a literární a divadelní kritik. Jeho intenzivní literární činnost probíhala v otevřeném sporu s Goethem a Schillerem pro jejich romantické mystifikace. Začal také používat tisk jako nástroj protiválečné propagandy proti Napoleonovi a musel roku 1806 z Německa odejít do Rigy..

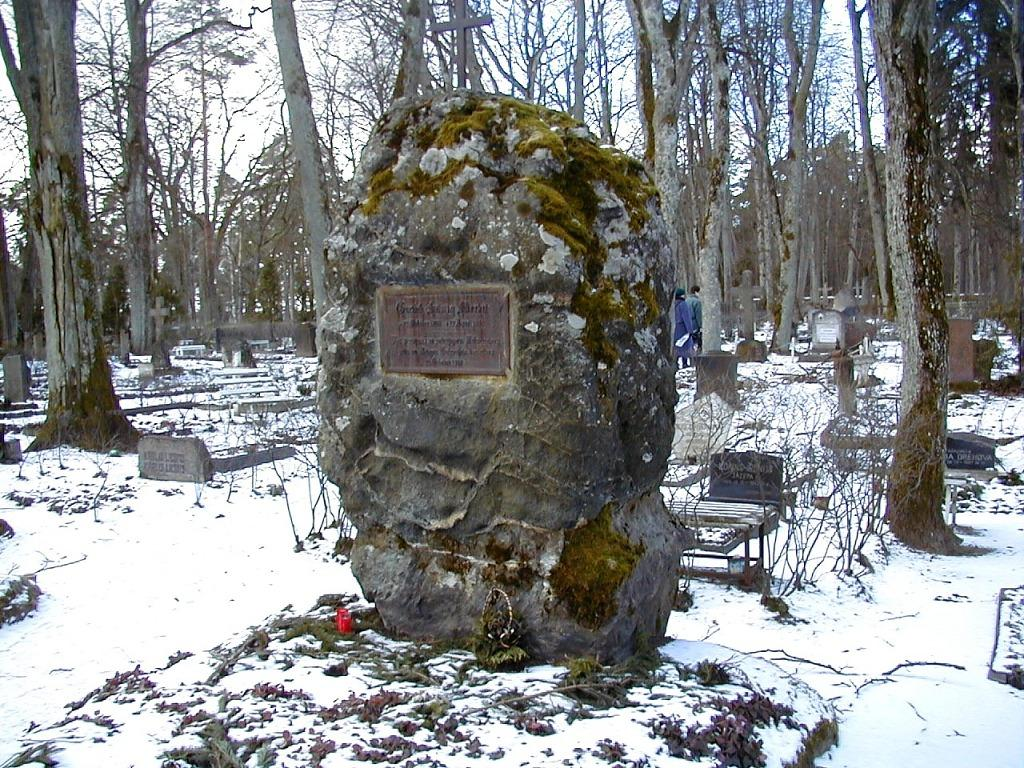
Merkelův náhrobní kámen

V září roku 1807 se v Rize oženil s vdovou Dorotheou Wilhelminou Dorndorffovou, se kterou měl tři děti, a koupil malý statek Depkinshof poblíž Rigy. Roku 1817 se stal členem Kuronské společnosti pro literaturu a umění (Kurländische Gesellschaft für Literatur und Kunst), první intelektuální společnosti v pobaltských zemích založené roku 1815.  Po zrušení nevolnictví v Kuronsku (1817) a Livonsku (1819) vydal roku 1820 publikaci Die freien Letten und Esthen (Svobodní Lotyši a Estonci). Na konci třicátých let se pro neustálé potíže s cenzurou zcela vzdal novinářské práce.
Roku 1841 se stal čestným členem Lotyšské literární společnosti (Lettisch-literärische Gesellschaft). Poslední roky svého života pak strávil v ústraní na svém statku. Roku 1847 utrpěl mrtvici, která mu narušila zrak a funkčnost pravé ruky. Zemřel roku 1850 a pochován byl na hřbitově farnosti Katlakalns. Roku 1869 postavila Lotyšská společnost v Rize z prostředků darovaných Lotyši na hrobě pomník.

## Výběrová bibliografie

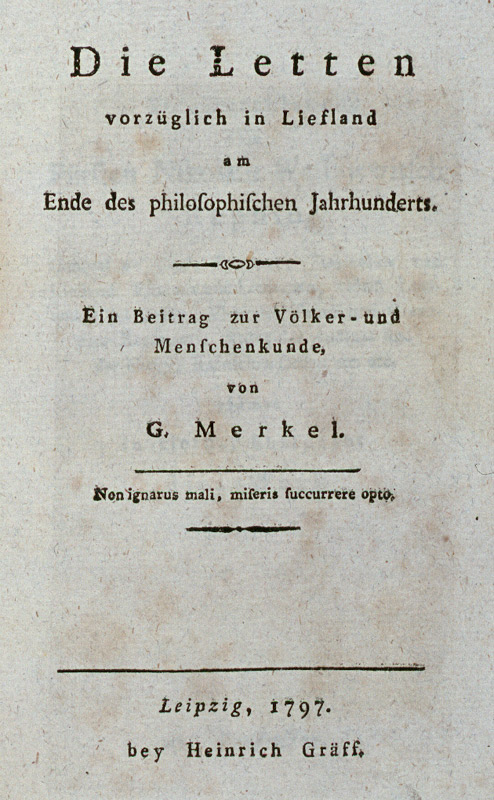
Lotyši, zvláště v Livonsku, na konci filozofického století, titulní list z roku 1797

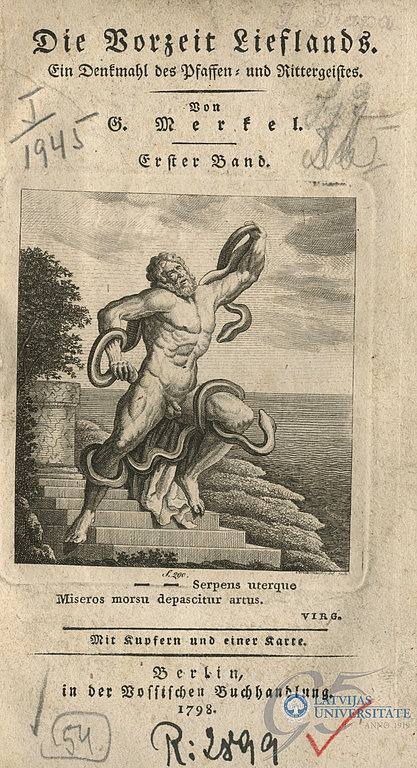
Livonský dávnověk, titulní list prvního dílu z roku 1798

- Versuch über die Dichtkunst (1794, Pokus o poezii), didaktická báseň.
- Die Letten vorzüglich in Liefland am Ende des philosophischen Jahrhunderts (1797, Lotyši, zvláště v Livonsku, na konci filozofického století, lotyšsky 1909), studie zobrazující bezútěšné postavení lotyšských rolníků a požadující zrušení nevolnictví. Autor v ní odsoudil kolonizaci Livonska Němci, vášnivě útočil na německou statkářskou šlechtu a církev a požadoval hospodářské, sociální a politické osvobození Lotyšů a Estonců. Kniha si získala značnou oblibu v německé společnosti a byla přeložena do francouzštiny, dánštiny a ruštiny.
- Hume's und Rousseau's Abhandlungen über den Urvertrag: nebst einem Versuch über Leibeigenschaft  (1797, Humeova a Rousseauova pojednání o původní smlouvě: spolu s esejem o nevolnictví), srovnání filozofických názorů Davida Huma a Jeana-Jacquesa Rousseaua na teorii společenské smlouvy doplněné o kritiku nevolnictví.
- Die Rückkehr ins Vaterland (1798, Návrat do vlasti), cestopisný román.
- Die Vorzeit Lieflands (1798-1799, Livonský dávnověk, lotyšsky 1906), dvoudílná poetická etnograficko-historická studie napsaná v duchu Herderova preromantismu, ve které autor osvětluje vliv duchovenstva a rytířství na společnost v regionu.
- Eine Reisegeschichte (1800, Příběhy z cest), cestopisný román.
- Erzählungen (1800, Příběhy).
- Briefe über einige der merkwürdigsten Städte im nordlichen Deutschland (1801, Dopisy o některých z nejpodivnějších měst severního Německa), dopisy,  které autor psal svému příteli, když cestoval po různých městech v severním Německu. Dopisy nabízejí čtenáři pohled na architekturu, historii a kulturu měst, která Merkel navštívil, včetně Hamburku, Lübecku, Rostocku a Stralsundu. Merkel v dopisech popisuje také své osobní zážitky a dojmy z měst a jejich obyvatel.
- Wannem Ymanta (1802, Vannems Imanta, lotyšsky 1905), sentimentálně romantická lotyšská pověst popisující idylický zlatý věk Livonska a dávných lotyšských božstev před příchodem Řádu německých rytířů ve 13. století. Vůdce lotyšského národa Imanta, který zahynul v boji se svým zrádným bratrem, má v díle prorocký sen, v němž se odráží minulost i budoucnost jeho národa.
- Bruder Anton (1803, Bratr Anton), román.
- Briefen an ein Frauenzimmer über die neuesten Produkte der schönen Literatur in Deutschland (1800-1803 Dopisy ženě o nejnovějších produktech krásné literatury v Německu), polemický časopis, jehož byl jediným autorem.
- Über Deutschland zur Schiller-Goethe-Zeit (1806, O Německu v období Schillera a Goetha), polemický spis.
- Beweis dass es halb soviel koste seine L ändereien von Tagelö hnern bearbeiten zu lassen, als von leibeigenen Bauern (1814, Důkaz, že je o polovinu levnější obdělávat půdu s najatými dělníky než s nevolníky, brožura dokazující ekonomické výhody zrušení nevolnictví.
- Über Deutschland, wie ich es nach einer zehnjährigen Entfernung wieder fand (1818, O Německu, jak jsem jej po desetiletém odstupu zase našel), kniha vzniklá na základě jeho cesty po Německu roku 1817, ve které vyjádřil obavy, že úspěchy bojů za svobodu jsou ohroženy, protože vládci a národy bojují za různé cíle.
- Die freien Letten und Esthen (1820, Svobodní Lotyši a Estonci, lotyšsky 1905), kniha oslavující cara Alexandra I. za zrušení nevolnictví  v Kuronsku  a Livonsku,  za kterou mu car udělil doživotní penzi.
- Skizzen aus meinem Erinnerungsbuche (1824, Náčrtky z mých pamětí).
- Darstellungen und Charakteristiken aus meinem Leben (1839-1840, Vyobrazení a charakteristika mého života), autobiografie.